# Liotryphon variatipes
Liotryphon variatipes là một loài tò vò trong họ Ichneumonidae.